# Hydroprogne
Hydroprogne is een geslacht van vogels uit de familie meeuwen (Laridae). Het geslacht telt één soort:

## Soorten
- Hydroprogne caspia – Reuzenstern